# Elsinho
Elson Ferreira de Souza (ur. 30 października 1989) – brazylijski piłkarz występujący na pozycji obrońcy.

## Kariera piłkarska
Od 2010 roku występował w Vilhena, Remo, CRB, Figueirense, CR Vasco da Gama, América i Kawasaki Frontale.